# Résidu quadratique
En mathématiques, plus précisément en arithmétique modulaire, un entier naturel q est un résidu quadratique modulo n s'il possède une racine carrée en arithmétique modulaire de module n. Autrement dit, q est un résidu quadratique modulo n s'il existe un entier x tel que :
{\displaystyle {x^{2}}\equiv q{\pmod {n}}}.
Dans le cas contraire, on dit que q est un non-résidu quadratique modulo n

## Exemples
Par exemple :
- modulo 4, les résidus quadratiques sont les entiers congrus à 22 ≡ 02 = 0 ou à (±1)2 = 1. Les non-résidus quadratiques sont donc ceux congrus à 2 ou à 3 ;
- modulo 2, tout entier est un résidu quadratique ;
- modulo p, tout multiple de p est un résidu quadratique. Pour cette raison, certains auteurs[1],[2] excluent les multiples de p de la définition et imposent même que p et q soient premiers entre eux.

## Modulo un entier quelconque
Modulo un entier n > 0, la classe de x2 ne dépend que de celle de x, donc les résidus quadratiques sont les restes obtenus dans la division euclidienne de x2 par n en faisant varier x dans {\displaystyle \left\{0,1,\dots ,n-1\right\}}, ou dans n'importe quel ensemble de n entiers consécutifs, comme {\displaystyle \left\{\left\lfloor {\frac {-n}{2}}\right\rfloor +1,\left\lfloor {\frac {-n}{2}}\right\rfloor +2,\dots ,\left\lfloor {\frac {n}{2}}\right\rfloor \right\}} (c.-à-d. {\displaystyle \left\{-{\frac {n}{2}}+1,\dots ,{\frac {n}{2}}\right\}} si n est pair et {\displaystyle \left\{-{\frac {n-1}{2}},\dots ,{\frac {n-1}{2}}\right\}} si n est impair).
On peut même se limiter à {\displaystyle x\in \left\{0,1,...,\left\lfloor {\frac {n}{2}}\right\rfloor \right\}}, puisque {\displaystyle \left(-x\right)^{2}=x^{2}}.
En outre, 0 et 1 sont toujours résidus quadratiques.
Le tableau ci-dessous des résidus quadratiques modulo 10 expose bien la symétrie et montre que l'on peut se restreindre à {\displaystyle x\in \{0,1,...,5\}}. 
Soient a et b deux entiers premiers entre eux. Un entier x est un résidu quadratique mod ab si (et bien sûr seulement si) {\displaystyle x} est un résidu quadratique à la fois mod a et mod b.
Cette propriété permet de ramener la détermination des résidus quadratiques modulo un entier quelconque à celle des résidus modulo les puissances de nombres premiers qui apparaissent dans sa décomposition.

## Modulo unnombre premierimpair
Soit p un nombre premier impair. Pour tout entier n, le symbole de Legendre (n/p) vaut, par définition :
{\displaystyle \left({\frac {n}{p}}\right)={\begin{cases}\;\;\,0&{\text{ si }}n{\text{ est divisible par }}p\\+1&{\text{ si }}n{\text{ n'est pas divisible par }}p{\text{ et est un résidu quadratique modulo }}p\\-1&{\text{ si }}n{\text{ n'est pas un résidu quadratique modulo }}p.\end{cases}}}
D'après le critère d'Euler, il est congru modulo p à n(p–1)/2. Le lemme de Gauss en fournit une autre expression.
La loi de réciprocité quadratique permet de calculer (–1/p), (2/p) et, si q est un autre nombre premier impair, (q/p) en fonction de (p/q). Elle fournit par exemple, pour un entier n donné, un critère sur le nombre premier p en termes de classes de congruence modulo 4n, qui détermine si n est un résidu quadratique modulo p. Le théorème de la progression arithmétique permet, d'en déduire que si n n'est pas un carré parfait, il existe une infinité de nombres premiers modulo lesquels n n'est pas un résidu quadratique,, et que pour tout ensemble fini {\displaystyle S\subset \mathbb {Z} }, il existe une infinité de nombres premiers {\displaystyle p} tels que chaque élément de {\displaystyle S} est un carré {\displaystyle {\bmod {p}}}.

## Modulo unepuissance d'un nombre premier
Modulo 2r avec r ≥ 3, les résidus quadratiques sont 0 et les entiers de la forme 4k(8m + 1).
Pour p premier impair, tout entier non divisible par p qui est un carré mod p est aussi un carré mod pr — en effet, 
si α est une racine primitive modulo pr, c'est une racine primitive modulo p. Donc si un élément αk du groupe des unités (ℤ/prℤ)× de ℤ/prℤ est un carré modulo p, son exposant k est pair, et est donc un carré modulo pr — et les résidus quadratiques mod pr sont les pkn avec k ≥ r, ou (n/p) = 1 et k pair < r.

## Localisation
Soit p un nombre premier impair. Le plus petit entier n qui n'est pas un résidu quadratique modulo p vérifie {\displaystyle n<1+{\sqrt {p}}} et même, si {\displaystyle p\not \equiv 1{\pmod {8}}}, {\displaystyle n<p^{\frac {2}{5}}+12p^{\frac {1}{5}}+33}.
Plus généralement, on conjecture que pour tout {\displaystyle \varepsilon >0}, pour tout nombre premier p assez grand, cet entier n est inférieur à {\displaystyle p^{\varepsilon }}.